# My Way (Limp Bizkit)
My Way è un singolo del gruppo musicale statunitense Limp Bizkit. È il quarto singolo estratto dal loro terzo album in studio, Chocolate Starfish and the Hot Dog Flavored Water.

## La canzone
Del singolo esistono tre versioni, ma solo due furono utilizzate. La versione con copertina argentata contiene un remix della canzone, realizzato da William Orbit.

## Tracce

### Tracce della versione con copertina dorata (Gold)
1. My Way (Pistols Dancehall Dub)
2. My Way (Pistols Dancehall Dub)
3. My Way (Dub Pistols Instrumental)
4. Counterfeit (Lethal Dose Mix)

Sul disco è scritto Counterfeit (Lethal Dose Mix) ma in realtà è la versione originale da Three Dollar Bill, Yall$ (1997).

### Tracce della versione con copertina argentata (Silver)
1. My Way (Album Version)
2. My Way (William Orbit Remix)
3. My Way (William Orbit Edit)
4. My Way (Enhanced Video)

## Stile musicale
La canzone è caratterizzata da un riff di chitarra distorta nel ritornello. Inoltre DJ Lethal suona e scratcha sulla base di un campionamento di My Melody di Eric B. & Rakim (da un loro celebre album del 1987, Paid in Full).

## Il video
Il video per My Way, diretto da Fred Durst, si discosta dal tono in apparenza serio dei testi. Secondo Durst, ciò è stato fatto perché "i gruppi musicali tendono a prendersi troppo sul serio". Lo dice anche il tema della canzone, che caratterizza un video che non segue a prima vista un tema specifico.
All'inizio Durst e Wes Borland parlano di ciò che si dovrebbe fare per il clip. Poi il primo suggerisce di mettere giù un 'guardaroba' di idee. Così il video mostra il gruppo in diversi look ed atteggiamenti, tra cui:
- un'orchestra guidata da Durst;
- i Limp Bizkit in giro su motociclette;
- una finta giungla in cui suonano travestiti da uomini delle caverne;
- i cinque nei panni di loro stessi mentre suonano.

Alla fine della scena in moto si alzano e se ne vanno, apparentemente nervosi. Finita la scena in caverna, uno di loro prende un macigno e lo getta su un altro. Alla fine della scena in orchestra se ne vanno senza fare altro.
Nel video si vedono anche i Bizkit in vari costumi, tra cui uno da cavallo.

## Formazione
- Fred Durst - voce
- Wes Borland - chitarra
- Sam Rivers - basso
- John Otto - batteria
- DJ Lethal - giradischi